# Publi Atri
Publi Atri (en llatí Publius Atrius) va ser un cavaller romà del partit pompeià que va participar de forma destacada en diversos combats, fins que finalment Juli Cèsar el va fer presoner a l'Àfrica l'any 47 aC. Cèsar li va perdonar la vida.